# Bergkurzflügel

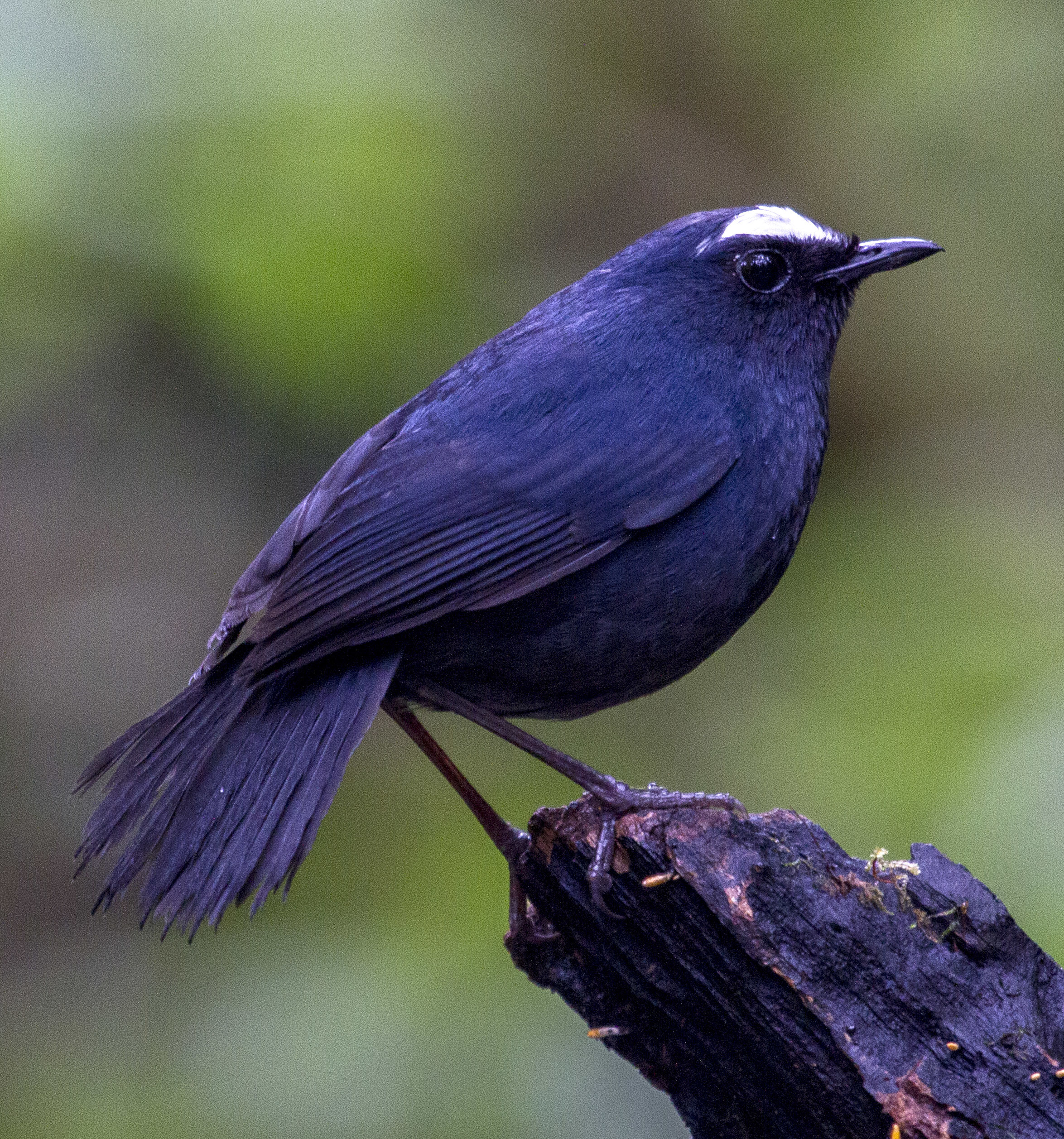
Ein männlicher Bergkurzflügel

Der Java-Bergkurzflügel oder Bergkurzflügel (Brachypterix montana) ist ein Singvogel aus der Familie der Fliegenschnäpper. Er lebt im süd- bis südöstlichen Teil Asiens.

## Merkmale
Der männliche Bergkurzflügel ist fast vollständig schiefergrau oder indigoblau. Der kurze, weiße Überaugenstreif fehlt oft oder ist reduziert. Er zieht sich beim Männchen vom Zügel (der Schnabel wird nicht erreicht) bis zum Auge. Beim Weibchen ist der Überaugenstreif kürzer, meist über dem Auge oder kurz davor. Der gesamte Bereich vom Kopf bis zum Nacken und vom Nacken bis zu den Schulterfedern (Mantel) ist beim Weibchen ähnlich, teilweise blasser und matter wie beim Männchen gefärbt. Der untere Mantel bis zu den Schulterfedern, der Rücken und der Bürzel sind rötlichbraun oder rostbraun gefärbt. Die Schwanz- und Flügelfedern sind dunkel rötlichbraun und breit rötlichbraun gesäumt. Der Bergkurzflügel wird 12,5 bis 15 cm groß und erreicht durchschnittlich ein Alter von 4 bis 5 Jahren in seinem natürlichen Lebensraum.

## Verbreitung
Als großes Verbreitungsgebiet des Bergkurzflügels und seiner Unterarten wurde der Zentralhimalaya bis zum Südosten des chinesischen Festlands, Taiwan, Philippinen, Indonesien, Sumatra, die Kleinen Sundainseln, Borneo, Java und Flores genannt. Die IUCN führt ihn als Endemiten Javas und für Indonesien. Bei den Untersuchungen im Verbreitungsgebiet wurde die globale Populationsgröße nicht quantifiziert. Das Vorkommen des Bergkurzflügels wurde mit häufig und weit verbreitet beschrieben.

## Lebensraum und Lebensweise
Der Bergkurzflügel ist ein scheuer und versteckt lebender Vogel. Er bewegt sich am Boden oder in Bodennähe und oft in der Nähe eines kleinen Fließgewässers. Da er sich meist unauffällig und vorsichtig  fortbewegt, wurde er selten in der Nähe eines Pfades oder einer Lichtung beobachtet. Besiedelt wurden Bergwälder mit starkem Unterwuchs und dichtes Gebüsch in Höhenlagen von 950 bis 3.000 m, wobei er überwiegend in montanen Gebieten zwischen 2.000 und 3.000 m vorkommt.

### Gesang
Sein Gesang wurde mit kurz und trillernd beschrieben. Er beginnt langsam mit wenigen Einzeltönen, steigert sich zu einem klagenden Gebrabbel und endet dann abrupt. Der Alarmruf ist ein abruptes, hartes „Tack“ oder ein „tt-tt-tt“.

## Fortpflanzung
In der Balz jagt das Männchen das Weibchen auf dem Boden durch Äste und Gebüsch bis in die Baumkronen. Dazwischen verbeugt sich das Männchen kurz in der Nähe des Weibchens, wobei es den Schwanz auffächert und dabei ein tiefes, kehliges Trällern vorträgt. Der Bergkurzflügel lebt monogam und territorial in seinem Brutgebiet. Die Brutsaison variiert zwischen den besiedelten Lebensräumen und wurde im Himalaya von April bis Juli durchgeführt. Für Bhutan wurde die Brut von Mitte April bis Mitte Oktober aufgezeichnet und für Thailand von März bis Anfang August. Im Norden von Borneo wiederum lag die Brutzeit von Februar bis August und auf Java im Zeitraum von Oktober bis April.

## Nest
Das Nest ist relativ groß und gut versteckt mit einer Kegel- oder Kuppelstruktur. Es besitzt einen oberen oder seitlichen Eingang, welcher verborgen und getarnt wird. Gebaut wird das Nest kurz über dem Boden, in Grasbüscheln, in Kletterpflanzen, auf umgestürztem Bambus oder an Baumstämmen. Das Nest besteht aus Gräsern, Zweigen, Moos, Bambusblättern, Farnwedeln und feinen Wurzeln. Das Gelege besteht aus 2 bis 4 Eiern die glänzend weiß oder rosa bis rosa-gelb gefärbt sind. Sie können auch mit kleinen, braunen Flecken vorkommen. Es wird vermutet das der Bergkurzflügel zwei Bruten durchführt.

## Gefährdung
Von der Weltnaturschutzunion IUCN wird der Bergkurzflügel in der Roten Liste gefährdeter Arten geführt. Die Vogelart ist lokal durch die Reduktion und den Verlust ihrer Lebensräume durch Abholzung und den Klimawandel gefährdet. Sie wurde trotz ihres mäßig eingeschränkten Verbreitungsgebietes als nicht gefährdet  (Least Concern) eingestuft. Der Bergkurzflügel erreicht nicht die Schwellenwerte für eine Einstufung als gefährdete Art, unter anderem da der Populationstrend mit stabil eingestuft wurde.

## Systematik
Nach der IOC World Bird List ist die Art vom Artkomplex Brachypterix montana im weiten Sinne durch die auffälligen Unterschiede der Weibchen und wegen des Gesangs abgetrennt. Der Komplex aus gewöhnlich 14 Unterarten wurden 2016 von del Hoyo und Collar in 8 allo-/parapatrische Arten unterteilt. Im gleichen Jahr unterteilten Eaton et al. die indonesischen Taxa in 4 Arten. Auch andere Autoren sehen eine Divergenz, Alström et al. konnten 2018 zeigen, dass es sich bei 2 Taxa des asiatischen Festlandes und einem von Taiwan um eigenständige Arten handelt.